# Cardiomyopathie du peripartum
 Mise en garde médicale
La cardiomyopathie du peripartum est un tableau d'insuffisance cardiaque survenant typiquement un mois avant l'accouchement et jusqu'à cinq mois après.

## Historique
La maladie a été décrite en 1849, puis en 1937 mais l'appellation actuelle date de 1971.

## Cause
La cause en est inconnue. Il existe probablement une susceptibilité génétique, et le rôle de la mutation de plusieurs gènes est évoquée, dont un locus près du PTHLH, celui de la titine ou les gênes FLNC, DSP et BAG3. Le rôle de la prolactine, une hormone, est évoquée, cette dernière pouvant être dégradée en une molécule favorisant la mort (apoptose) des cellules cardiaques. Cette hypothèse ouvre la perspective d'un traitement par les inhibiteurs de la prolactine.

## Épidémiologie
L'incidence aux États-Unis serait d'environ un cas pour 3 000 grossesses, avec un risque doublé chez les noires et une incidence qui tend à augmenter. L'incidence semble très supérieure en Haïti, de l'ordre d'un cas pour 300 grossesses. Elle est plus fréquence en cas de grossesse multiple.
Plus de la moitié des cas se déroulent chez la femme de plus de 30 ans. Il est retrouvé un taux plus important de pré-éclampsie, d'hypertension artérielle gravidique et de grossesse multiple.

## Présentation clinique
La cardiomyopathie se manifeste par un tableau d'insuffisance cardiaque sans particularité : essoufflement, œdèmes des membres inférieurs... Ces signes surviennent essentiellement dans la semaine suivant l'accouchement. Plus rarement, ils peuvent apparaître à la fin de la grossesse mais ces symptômes sont alors communs et le diagnostic peut être retardé.
L'électrocardiogramme peut être normal ou montrer des anomalies non spécifiques.
L'échocardiographie montre une dilatation plus ou moins importante du ventricule gauche avec une fraction d'éjection basse, signant la dysfonction systolique.
L'IRM cardiaque peut montrer une fibrose myocardique.

## Biologie
Le taux de BNP ou de NT-proBNP dans le sang est élevé, comme dans toute insuffisance cardiaque. Il semble qu'un taux élevé de prolactine et d'interféron gamma soit corrélé avec une forme plus grave.
D'autres marqueurs sont en cours d'évaluation. Ainsi le taux de microARN 146a serait augmenté.

## Traitement
La prise en charge a fait l'objet de recommandations de la Société Européenne de cardiologie, publiées en 2011.
Le traitement est celui de l'insuffisance cardiaque, à base de diurétiques, de vaso-dilatateurs et de bêta-bloquants. Toutefois le traitement de la maladie, si elle est découverte en fin de grossesse est plus complexe en raison des contre-indications médicamenteuses chez la femme enceinte. Un accouchement déclenché peut être alors discuté selon le terme.
L'utilisation de la dobutamine pourrait être délétère, sans doute en rapport avec une expression diminuée de STAT3 sur les cardiomyocytes, entraînant une sensibilité particulière à cette molécule.
La bromocriptine, un inhibiteur de la prolactine semble améliorer significativement l'évolution de la maladie, en particulier les paramètres de la fonction cardiaque,.

## Évolution
Une fois le cap passé, la fonction systolique s'améliore dans plus de la moitié des cas et peut même se normaliser. Une nouvelle grossesse est toutefois fortement déconseillée car pouvant se manifester par une récidive de la maladie, d'autant plus important en l'absence de normalisation de la fonction systolique. Si la fonction systolique est normalisée, la probabilité de rechute est d'environ 20%, avec parfois des conséquences graves.
Les complications thrombo-emboliques sont plus fréquentes que lors des cardiomyopathies d'autres causes, probablement en raison de l'hypercoagubilité de la période du péripartum.